# Трагопан-сатир

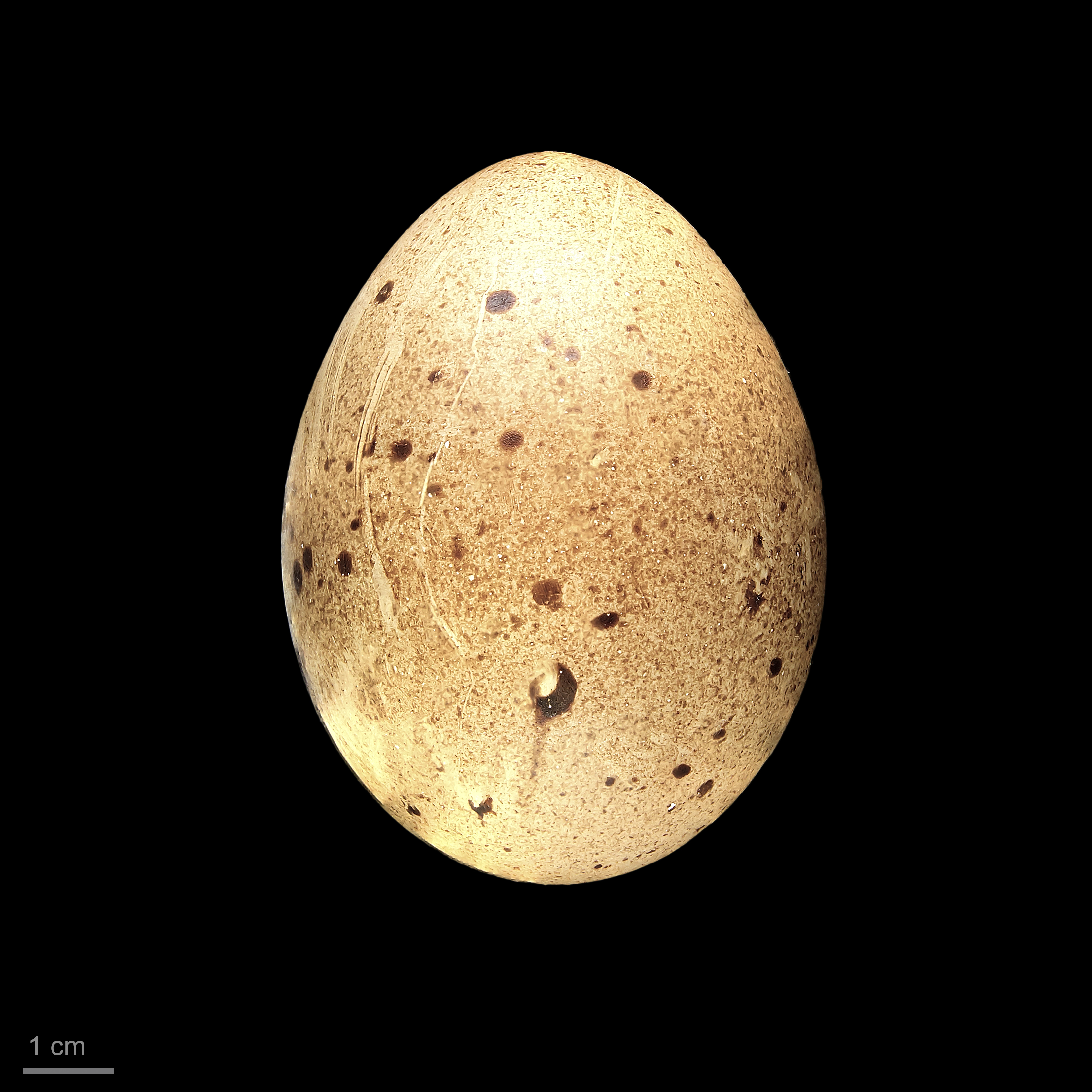
Яйце трагопана-сатира (Тулузький музей)

Трагопан-сатир (Tragopan satyra) — вид фазанових, що водиться в Гімалаях на території Індії, Непалу і Бутану. Ці птахи мешкають в лісах на висотах між 2600 і 4700 м улітку та до 2000 м узимку.